# زاحفة أرنبية
الزاحفة الأرنبية (الاسم العلمي:†Lagerpeton) هي جنس منقرض من أشباه الديناصورات تتبع فصيلة الزاحفات الأرنبية من مشطيات القدم الطيرية، وتتألف من نوع وحيد هي الزاحفة الأرنبية الشنارية (Lagerpeton chanarensis). تم وصفها لأول مرة من تكوين شناريس في الأرجنتين من قبل ألفرد رومر في عام 1971، تشريح الزاحفة الأرنبية غير معروف إلى حد ما حيث تمثل العينات الأحفورية حزام الحوض والأطراف الخلفية والفقرات الذيلية الخلفية والعجزية والأمامية. كما تم وصف مادة الجمجمة والكتف.